# Pollák Zoltán
Pollák Zoltán (Miskolc, 1984. január 13. –) válogatott magyar labdarúgó, aki jelenleg a Szigetszentmiklósi TK csapatában szerepel.
Eredeti posztja balhátvéd de többször is előfordult már, hogy a pálya bal-közepén jutott szerephez.

## Pályafutása

### Az MTK-ban
2004-ben debütált az MTK-ban az első osztályban és rögtön az első teljes idényében meghatározó szereplője lett a kék-fehér gárdának. A fiatal fővárosi csapatban éveket töltött el és 2008-ban csapatával megnyerte a bajnokságot. 

### Az Újpestben
Pollák 2008. augusztus 30-án az átigazolási időszak utolsó előtti napján került az Újpesthez Bori Gáborral együtt. A szezon közepén megsérült. műteni kellett, de a műtétet sikerült úgy halasztani, hogy ne kelljen egy mérkőzést sem kihagynia fájó térde miatt, januárban a SV Mattersburg ellen visszatérhetett. Szerződése 2013-ban járt le.
Két évet még eltöltött Szigetszentmiklóson, ám fiatalon visszavonult. 

### A válogatottban
A nemzeti csapatban Észtország ellen debütált 2004. december 2-án.

## Statisztika

### Mérkőzései a válogatottban
| Magyarország | Magyarország      | Magyarország   | Magyarország | Magyarország | Magyarország | Magyarország | Magyarország | Magyarország |
| #            | Dátum             | Helyszín       | Hazai        | Eredmény     | Vendég       | Kiírás       | Gólok        | Esemény      |
| ------------ | ----------------- | -------------- | ------------ | ------------ | ------------ | ------------ | ------------ | ------------ |
| 1.           | 2004. december 2. | Bangkok (THA)  | Magyarország | 5 – 0        | Észtország   | Király-kupa  | 1            | 63' 71'      |
| 2.           | 2007. február 7.  | Limassol (CYP) | Lettország   | 0 – 2        | Magyarország | barátságos   | -            |              |
|              | Összesen          |                |              | 2            | mérkőzés     |              | 1            | gól          |

## Sikerei, díjai
- Magyar bajnokság
  - bajnok: 2007–08